# Twentytwo in Blue
| Совокупная оценка    | Совокупная оценка |
| Источник             | Оценка            |
| -------------------- | ----------------- |
| Metacritic           | 78/100            |
| Оценки критиков      |                   |
| Источник             | Оценка            |
| AllMusic             | [ 2 ]             |
| The A.V. Club        | B                 |
| Clash                | 8/10              |
| Consequence of Sound | B                 |
| DIY                  | [ 7 ]             |
| Drowned in Sound     | 4/10              |
| MusicOMH             | [ 9 ]             |
| NME                  | [ 10 ]            |
| Paste                | 8/10              |
| Pitchfork            | 6.4/10            |

Twentytwo in Blue — второй студийный альбом американской рок-группы Sunflower Bean, выпущенный 23 марта 2018 года лейблами Lucky Number в Великобритании и Mom + Pop Music в мире.
Альбом получил положительные отзывы музыкальной критики и был включён в итоговые списки лучших альбомов несколькими изданиями. Журнал New Musical Express включил Twentytwo in Blue в свой список лучших альбомов десятилетия.

## История
В состав группы входят Джулия Камминг (бас, вокал), Ник Кивлен (гитара, бэк-вокал) и Олив Фабер (ударные).
Первый сингл «I Was A Fool» был выпущен 3 ноября 2017 года. Гитарист Ник Кивлен объяснил, что песня «как бы подкралась из ниоткуда и появилась в нашем репетиционном пространстве. Это был особый момент между нами тремя, мы с Джулией импровизировали текст».
Второй сингл «Crisis Fest» был выпущен 12 января 2018 года вместе с анонсом их второго альбома.
23 февраля 2018 года вышел третий сингл «Twentytwo».
Четвёртый сингл «Human For» вышел 16 марта 2018 года.

## Отзывы
Альбом получил положительные отзывы музыкальной критики и интернет-изданий. На Metacritic, сайте-агрегаторе рецензий, который собирает рецензии из основных изданий и выставляет средневзвешенный балл из 100, Motorheart получил 78 баллов на основе 20 рецензий критиков. Эта оценка означает «широкое одобрение».
Тим Сендра из AllMusic сказал, что группа «не тянет на себя никаких ударов, и альбом оказывает немедленное воздействие, как в звуковом, так и в эмоциональном плане. Примерно половина пластинки звучит как работа проверенной на дорогах, хлёсткой и умной рок-н-ролльной группы», отметив при этом, что альбом «идеально сочетается друг с другом; от песен до звучания и исполнения — это инди-рок и поп в их вдумчивом, ищущем, сладком и пробивном виде». Алекс Маклеви из The A.V. Club сказал, что альбом «более плотный в исполнении, более широкий по охвату и более поп-ориентированный почти во всех отношениях. Взятый как коллекция, он звучит как музыкальный автомат, полный потерянных хитов 70-х». В рецензии, опубликованной Clash, Аврора Хенни Крог сказала: «Sunflower Bean обрели зрелость и баланс между текстами и мелодией, которые очаровывают. Хотя иногда они все ещё промахиваются, Twentytwo In Blue рассказывает о потере невинности, которая приходит с взрослением, и делает это прекрасно».

### Признание
Годовые итоговые списки
| Публикция        | Список                              | Ранг |
| ---------------- | ----------------------------------- | ---- |
| Blare            | Blarés Top 50 Albums of 2018        | 36   |
| Far Out          | Far Out́s Top 50 Albums of 2018      | 22   |
| God Is in the TV | God Is in the TV́s 50 Albums of 2018 | 73   |
| NME              | NMÉs Top 100 Albums of 2018         | 4    |
| Paste            | Pastés Top 50 Albums of 2018        | 16   |

Списки середины года
| Публикация | Список                                | Ранг |
| ---------- | ------------------------------------- | ---- |
| NME        | NMÉs Top 25 Albums of 2018 — Mid-Year | 12   |

Списки десятилетия
| Публикация | Список                         | Ранг |
| ---------- | ------------------------------ | ---- |
| NME        | NMÉs Best Albums of the Decade | 50   |

## Список композиций
| №   | Название           | Длительность |
| --- | ------------------ | ------------ |
| 1.  | «Burn It»          | 4:18         |
| 2.  | «I Was a Fool»     | 3:33         |
| 3.  | «Twentytwo»        | 4:32         |
| 4.  | «Crisis Fest»      | 3:31         |
| 5.  | «Memoria»          | 3:42         |
| 6.  | «Puppet Strings»   | 4:00         |
| 7.  | «Only a Moment»    | 4:14         |
| 8.  | «Human For»        | 2:23         |
| 9.  | «Any Way You Like» | 3:43         |
| 10. | «Sinking Sands»    | 2:32         |
| 11. | «Oh No, Bye Bye»   | 4:05         |

## Участники записи

### Sunflower Bean
- Джулия Камминг — вокал, бас-гитара
- Олив Фабер — ударные
- Ник Кивлен — гитара

## Позиции в чартах
| Чарт (2018)                            | Высшая позиция |
| -------------------------------------- | -------------- |
| США (Billboard Independent Albums)     | 16             |
| США (Billboard Top Heatseekers Albums) | 5              |